# Gyakorló Orvos
Gyakorló Orvos : Medicul Practicant – kétnyelvű szaklap gyakorló orvosok részére. Erdős Adolf szerkesztésében 1925-ben Nagyváradon jelent meg összesen három száma. A 32 oldalas füzetek kisebb szakcikkeket, könyvismertetéseket, szakmai beszámolókat közöltek.